# Lassales
Lassales ist eine französische Gemeinde mit 37 Einwohnern (Stand 1. Januar 2022) im Département Hautes-Pyrénées in der Region Okzitanien (vor 2016: Midi-Pyrénées). Die Gemeinde gehört zum Arrondissement Tarbes und zum Kanton Les Coteaux.
Die Einwohner werden Lassalais und Lassalaises genannt.

## Geographie
Lassales liegt am Gers, circa 34 Kilometer östlich von Tarbes in der historischen Provinz Quatre-Vallées am östlichen Rand des Départements.
Umgeben wird Lassales von den drei Nachbargemeinden:
|         | Gaussan                                     |                 |
|         | Kompassrose, die auf Nachbargemeinden zeigt | Monléon-Magnoac |
| Monlong |                                             |                 |

## Einwohnerentwicklung
Nach Beginn der Aufzeichnungen stieg die Einwohnerzahl bis zur ersten Hälfte des 19. Jahrhunderts auf einen Höchststand von rund 255. In der Folgezeit sank die Größe der Gemeinde bei kurzen Erholungsphasen bis zur ersten Dekade des 21. Jahrhunderts auf einen Tiefststand von rund 25 Einwohnern.
| Jahr      | 1962 | 1968 | 1975 | 1982 | 1990 | 1999 | 2006 | 2011 | 2022 |
| --------- | ---- | ---- | ---- | ---- | ---- | ---- | ---- | ---- | ---- |
| Einwohner | 61   | 53   | 44   | 52   | 33   | 37   | 27   | 25   | 37   |

## Sehenswürdigkeiten
- Pfarrkirche Saint-Laurent

## Wirtschaft und Infrastruktur

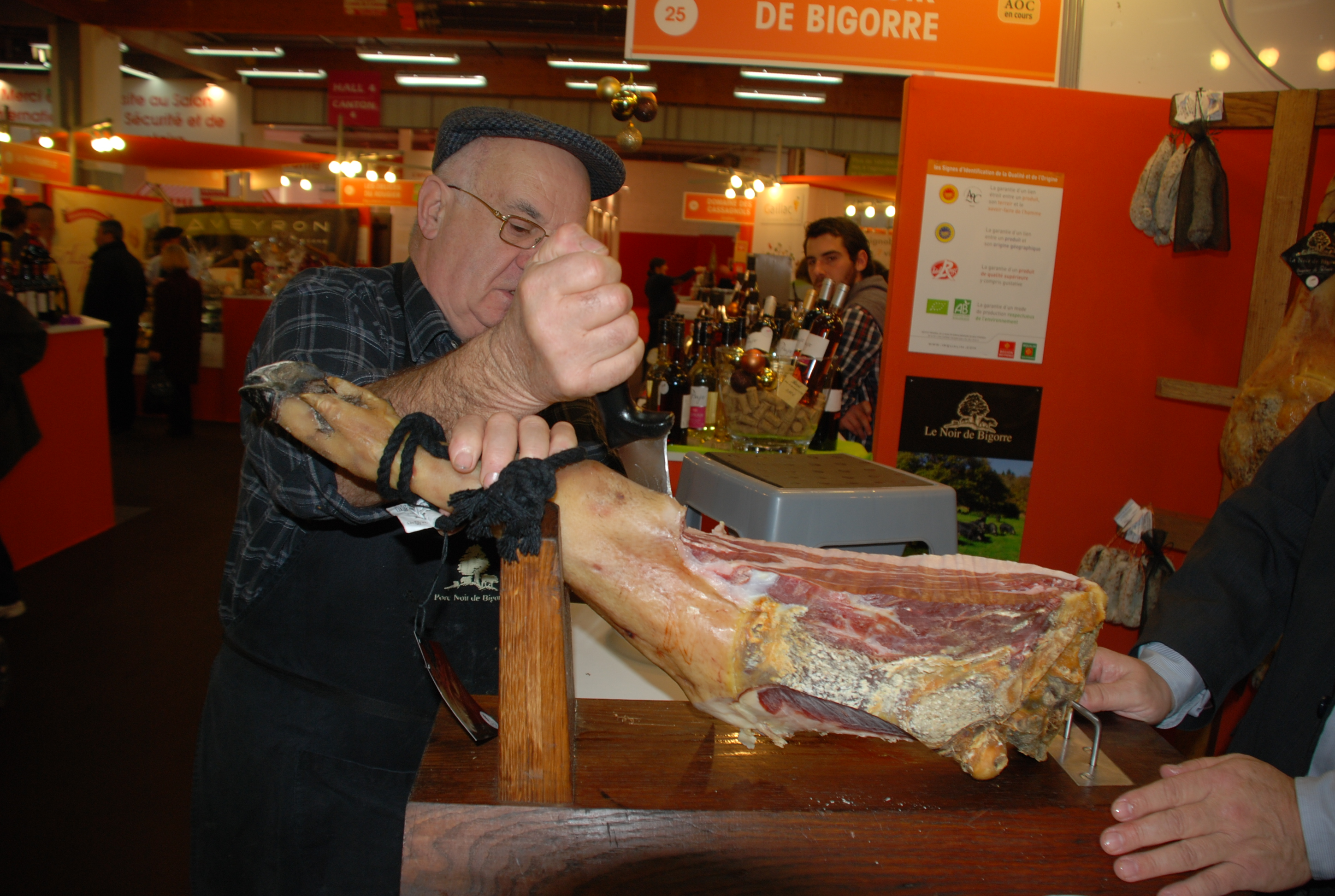
Noir de Bigorre-Schinken

Lassales liegt in den Zonen AOC der Schweinerasse Porc noir de Bigorre und des Schinkens Jambon noir de Bigorre.

### Verkehr
Lassales wird von der Route départementale 34 durchquert.